# SVG Lüneburg
O Spielgemeinschaft Volleyball Gellersen Lüneburg, mais conhecido apenas como SVG Lüneburg, é um time alemão de voleibol masculino da cidade de Luneburgo, situada no estado da Baixa Saxônia. Atualmente o clube disputa a 1. Bundesliga, a primeira divisão do campeonato alemão.

## Histórico
O time da cidade de Luneburgo foi fundado em 2005 por meio da fusão das equipes de voleibol masculino da MTV Treubund Lüneburg e TSV Gellersen. Depois de dois quartos lugares nos anos de 2006 a 2008, a equipe SVG conquistou o primeiro lugar na liga regional no final da temporada 2008–09. Como terceiro na rodada de promoção, a equipe se beneficiou da dispensa de licença do TSC Berlin e começou no ano seguinte na 2. Bundesliga Nord.
Na temporada 2013–14 foi vice-campeão da 2. Bundesliga Nord e conquistou o acesso à primeira divisão do campeonato nacional. Na temporada seguinte foi vice-campeão da Copa da Alemanha perdendo a final por 3 sets a 0 para o VfB Friedrichshafen.
Na temporada 2021–22 disputou o seu primeiro torneio continental, a Taça CEV. Na ocasião o time da cidade de Luneburgo foi eliminado na primeira rodada pelo Ribnica Kraljevo da Sérvia. Após vencer a primeira partida em casa, a equipe alemã foi derrotada no segundo jogo como visitante e perdeu por 15 a 10 no golden set. Na mesma temporada o SVG conquistou pela terceira vez em sua história o vice-campeonato da Copa da Alemanha ao ser derrotado na final pelo VfB Friedrichshafen pelo placar de 1–3.

## Títulos

### Internacionais
Copa CEV
- Vice-campeão: 2023–24

### Nacionais
Copa da Alemanha
- Vice-campeão: 2014–15, 2018–19, 2021–22

 2. Bundesliga Nord
- Vice-campeão: 2011–12, 2012–13, 2013–14

## Elenco atual
Atletas selecionados para disputar a temporada 2022–23.
| Camisa                 | Nome              | Altura (m) | Posição    |
| ---------------------- | ----------------- | ---------- | ---------- |
| 1                      | Joe Worsley       | 1,85       | Levantador |
| 2                      | Pearson Eshenko   | 2,05       | Central    |
| 4                      | Jordan Ewert      | 1,94       | Ponteiro   |
| 5                      | Auke van de Kamp  | 2,02       | Ponteiro   |
| 6                      | Gage Worsley      | 1,88       | Líbero     |
| 8                      | Theo Mohwinkel    | 1,96       | Ponteiro   |
| 9                      | Hannes Gerken     | 1,87       | Levantador |
| 10                     | Yann Böhme        | 2,03       | Oposto     |
| 11                     | Xander Ketrzynski | 2,07       | Oposto     |
| 12                     | Lukas Maase       | 2,12       | Oposto     |
| 16                     | Jordan Schnitzer  | 1,98       | Central    |
| 17                     | Colton Cowell     | 1,85       | Ponteiro   |
| Técnico: Stefan Hübner |                   |            |            |